# Port lotniczy Thunder Bay
Port lotniczy Thunder Bay (IATA: YQT, ICAO: CYQT) – port lotniczy położony w Thunder Bay, w prowincji Ontario, w Kanadzie.

## Linie lotnicze i połączenia
- Air Canada Express obsługiwane przez Air Canada Jazz (Toronto-Pearson, Winnipeg)
- Bearskin Airlines (Dryden, Fort Frances, Red Lake, Sault Ste. Marie, Sioux Lookout, Sudbury)
- Porter Airlines (Toronto-Billy Bishop)
- Wasaya Airways (Sioux Lookout)
- WestJet (Punta Cana [sezonowo], Toronto-Pearson, Winnipeg)